# Hradiště (powiat Domažlice)
Hradiště – wieś i gmina w Czechach, w powiecie Domažlice, w kraju pilzneńskim. Według danych z dnia 1 stycznia 2014 liczyła 157 mieszkańców.